# طاولة الرمال

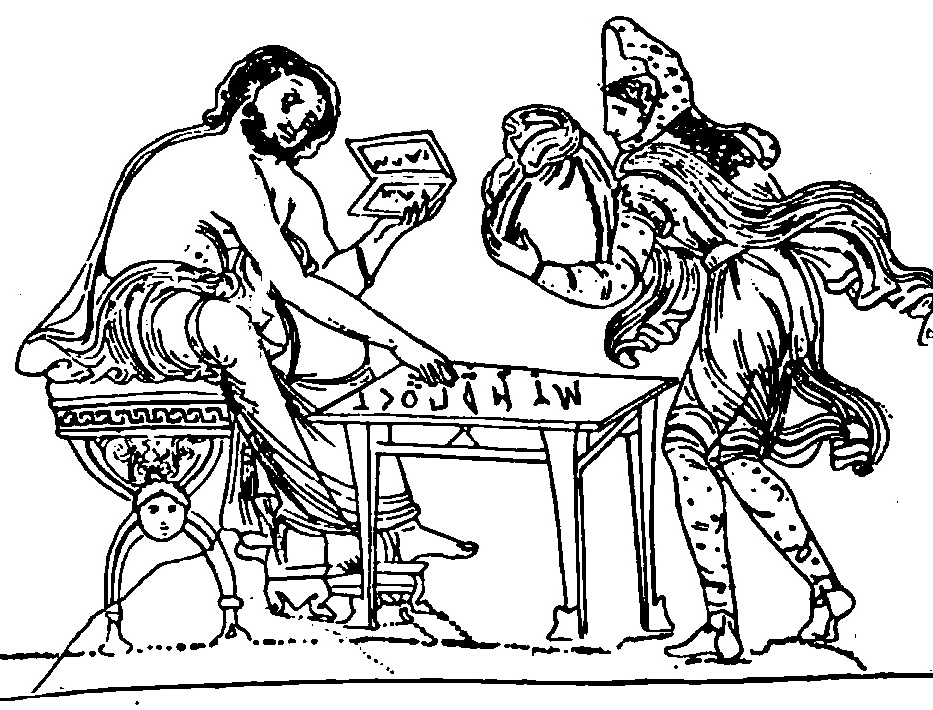
صورة لطاولة الرمال على مزهرية رسمها الرسام داريوس

طاولة الرمال هو مصطلح يصف استخدام الرمال المحصورة في أغراض التشكيل أو الأغراض التعليمية. وقد يكون الشكل الأصلي لطاولة الرمال هو طاولة الرمال التي استخدمها الطلاب الإغريق الأوائل.

## طاولة الرمال
كانت طاولة الرمال عبارة عن طاولة مغطاة بالرمال يستخدمها عادة الطلاب، لا سيما في اليونان، في الدراسات مثل الكتابة والهندسة والحسابات الرياضية.
لقد سبقت طاولة الرمال ظهور المعداد. وكانت تُضاف أشياء، مثل الحصى، للمساعدة في العد ثم أضيفت أعمدة للقيام بعمليات حسابية جيدة. وعلى مدار التاريخ لم يتم تعريف الحدود الفاصلة بين طاولة الرمال والمعداد، أضف إلى ذلك، أن التعريفات الحديثة لكلمة «المعداد» تصف المعداد عالميًا بأنه إطار بداخله قضبان وحبات من الخرز ولا ينطوي هذا التعريف عمومًا على تعريف «طاولة الرمال».
إن طاولة الرمال قد سبقت ظهور بعض أشكال لعبة الألواح. («تستخدم كلمة طاولة الرمال أو المعداد لكل من لوح الحساب مع العدادات ولوح اللعب مع القطع الخاصة به...») إن كلمة "Abax" مشتقة من الكلمة اليونانية القديمة الخاصة بـ «طاولة الرمال».

## الغبار
إن الكلمة العربية للرمال (أو الأتربة) هي غبار (أو الغبار), ولقد اشتُقت الأرقام الغربية (أرقام نظام العد العشري من 0 إلى 9) من أسلوب كتابة الأرقام على طاولات الغبار في شمال غرب إفريقيا وشبه الجزيرة العربية، وتوصف أيضًا بأنه الأسلوب «الغربي العربي» أو أسلوب «الغبار».

## الاستخدامات العسكرية
ولقد استخدمت طاولات الرمال في التخطيط العسكري والألعاب الحربية على مدار سنوات عديدة باعتبارها موافقة للطبيعة الميدانية وخريطة مقياس الرسم وفي التدريب على الأعمال العسكرية. ولقد تم بناء قاعة طاولة رمال عام 1890 في الكلية العسكرية الملكية بكندا لتُستخدم في تدريس التكتيكات العسكرية للمجندين الجدد، ولقد حلت هذه القاعة الجديدة محل قاعة طاولة الرمال القديمة في مبنى التدريب، حيث تدمرت الأرضية نتيجة ثقل الرمال. ولقد انخفض معدل استخدام طاولات الرمال انخفاضًا كبيرًا لصالح الخرائط المتطورة، والصور الفوتوغرافية الجوية وصور الأقمار الصناعية، وأخيرًا، المحاكاة الرقمية للتضاريس الأرضية. وتستخدم اليوم طاولات الرمال الافتراضية والتقليدية في التدريب على العمليات.
في عام 1991 «اكتشفت فرق القوات الخاصة نموذجًا لطاولة رمال تفصيلية يوضح الخطة العسكرية العراقية للدفاع ضد مدينة الكويت. فكانت هناك أربعة أسهم حمراء ضخمة من البحر موجهة باتجاه الخط الساحلي لمدينة الكويت وتمركزت هناك جهود دفاعية ضخمة. وكانت هناك سياج صغيرة من أسلاك كونسيرتينا الشائكة تميز الشاطئ ونماذج لقطع مدفعية بمحاذاة منطقة الشاطئ. وفي مختلف أرجاء المدينة انتشرت نماذج بلاستيكية لمواقع المدفعية والدفاع الجوي الأخرى، بينما كانت هناك شرائط رفيعة ملونة بالأحمر لطرق التوريد المعينة على الطاولة والطرق السريعة الأساسية.»
في عام 2006, وجد مستخدمو جوجل إيرث، الذين كانوا يشاهدون صور الأقمار الصناعية للصين، نموذجًا قياسيًا لـ «طاولة رمال» ضخمة تبلغ مساحتها عدة كيلو مترات، الأمر المثير أنها مليئة بذكريات منطقة جبلية (أكساي تشين) التي تحتلها الصين عسكريًا في منطقة متنازع عليها مع الهند، 2400 كم من موقع النموذج. وهناك بعض الآراء المتداولة التي تقول بإن التضاريس الأرضية تستخدم في تدريبات التعريف العسكرية.

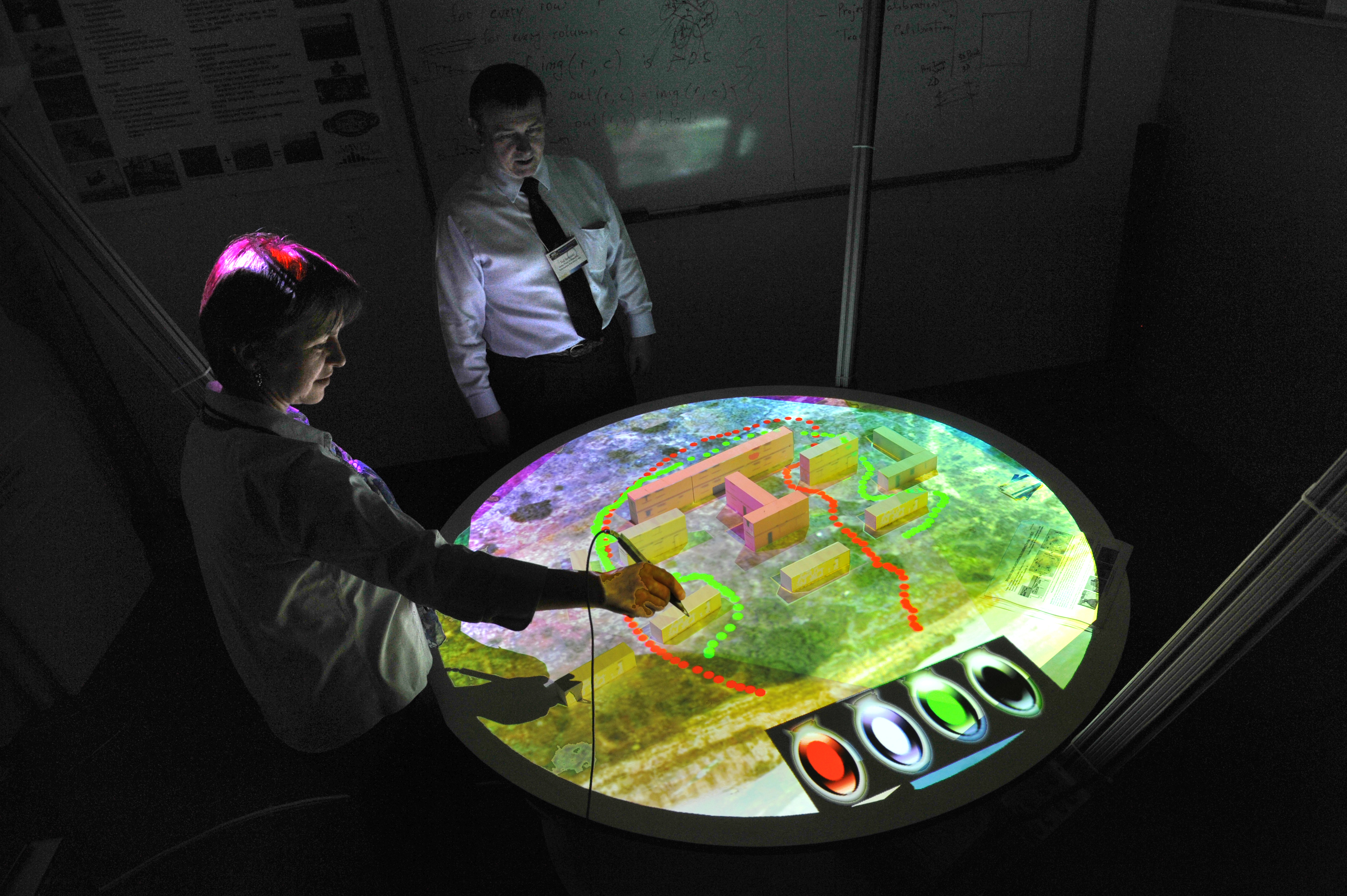
طاولة رمال افتراضية للتدريب على العمليات القتالية في المناطق الحضرية
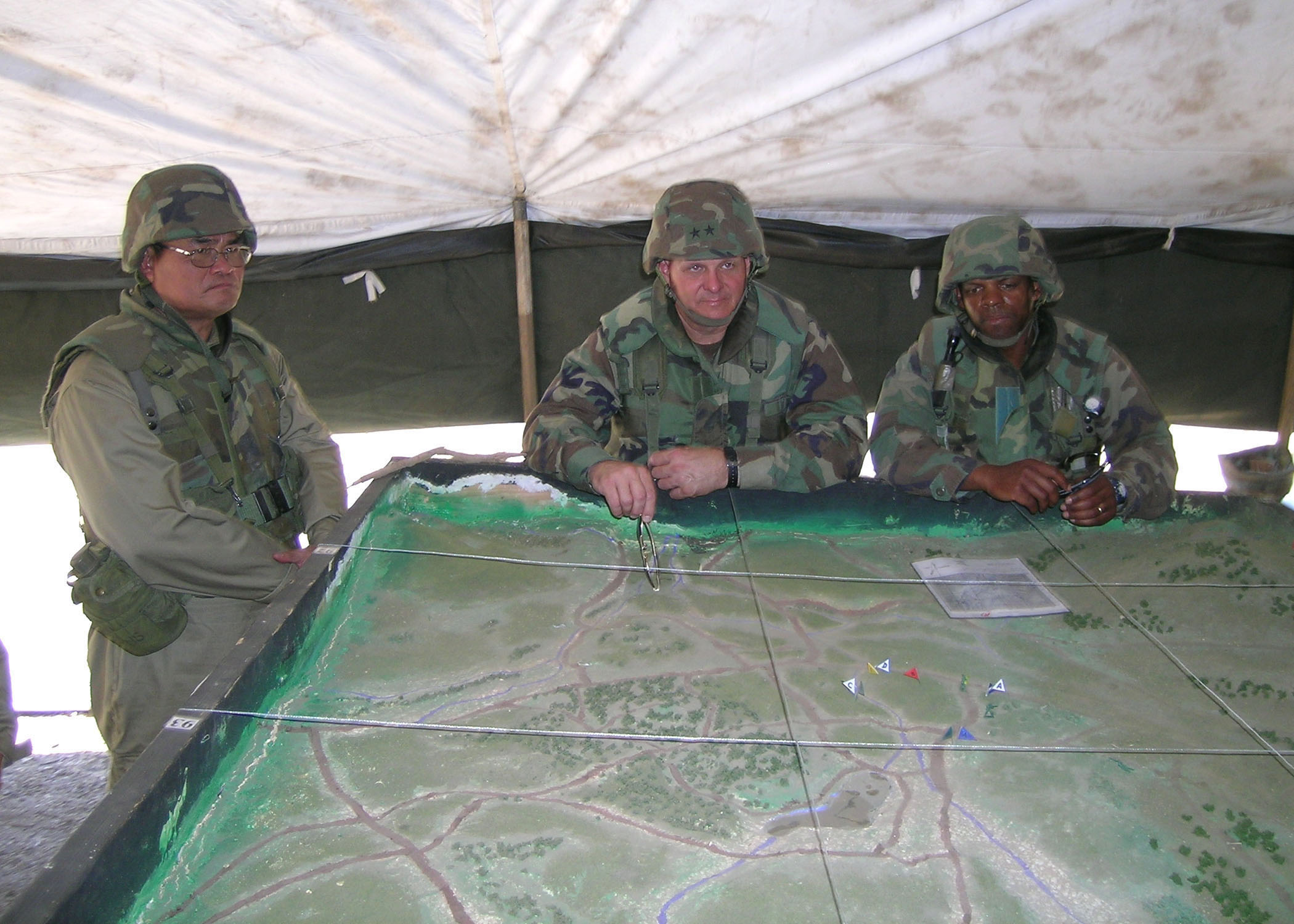
طاولة رمال في قاعدة العمليات الأمامية
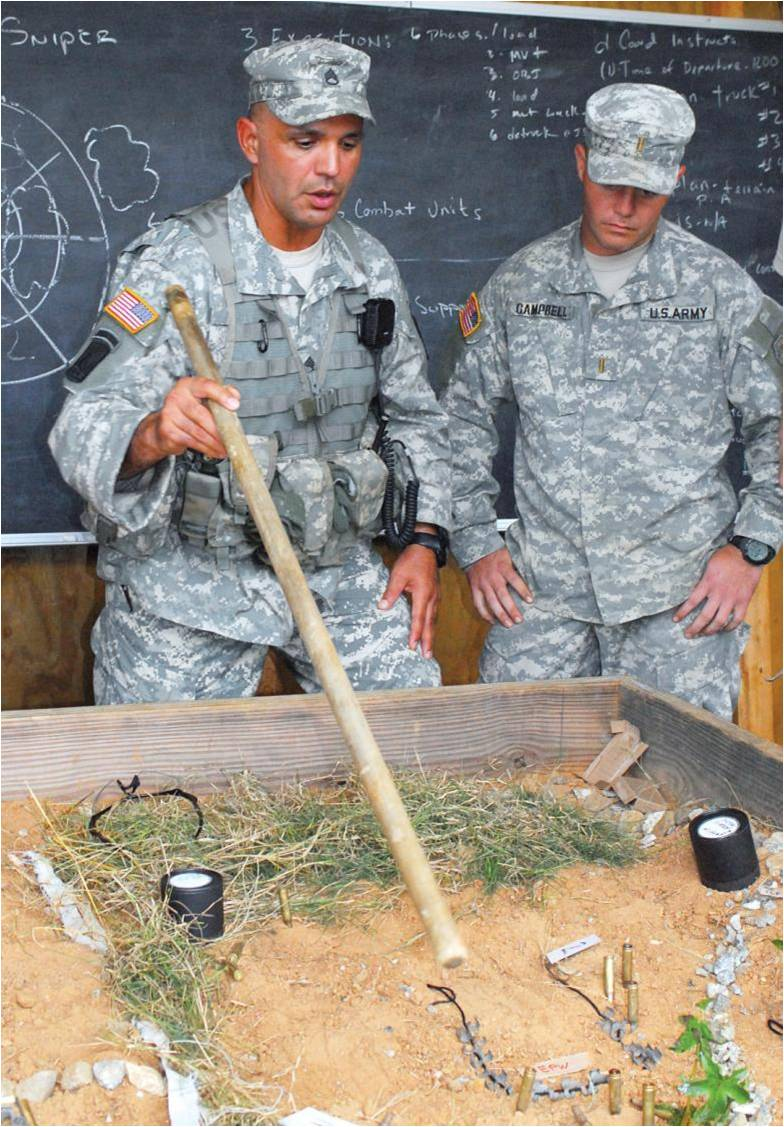
ملازم ثانٍ في الجيش الأمريكي يكمل تدريب القادة باستخدام طاولة رمال
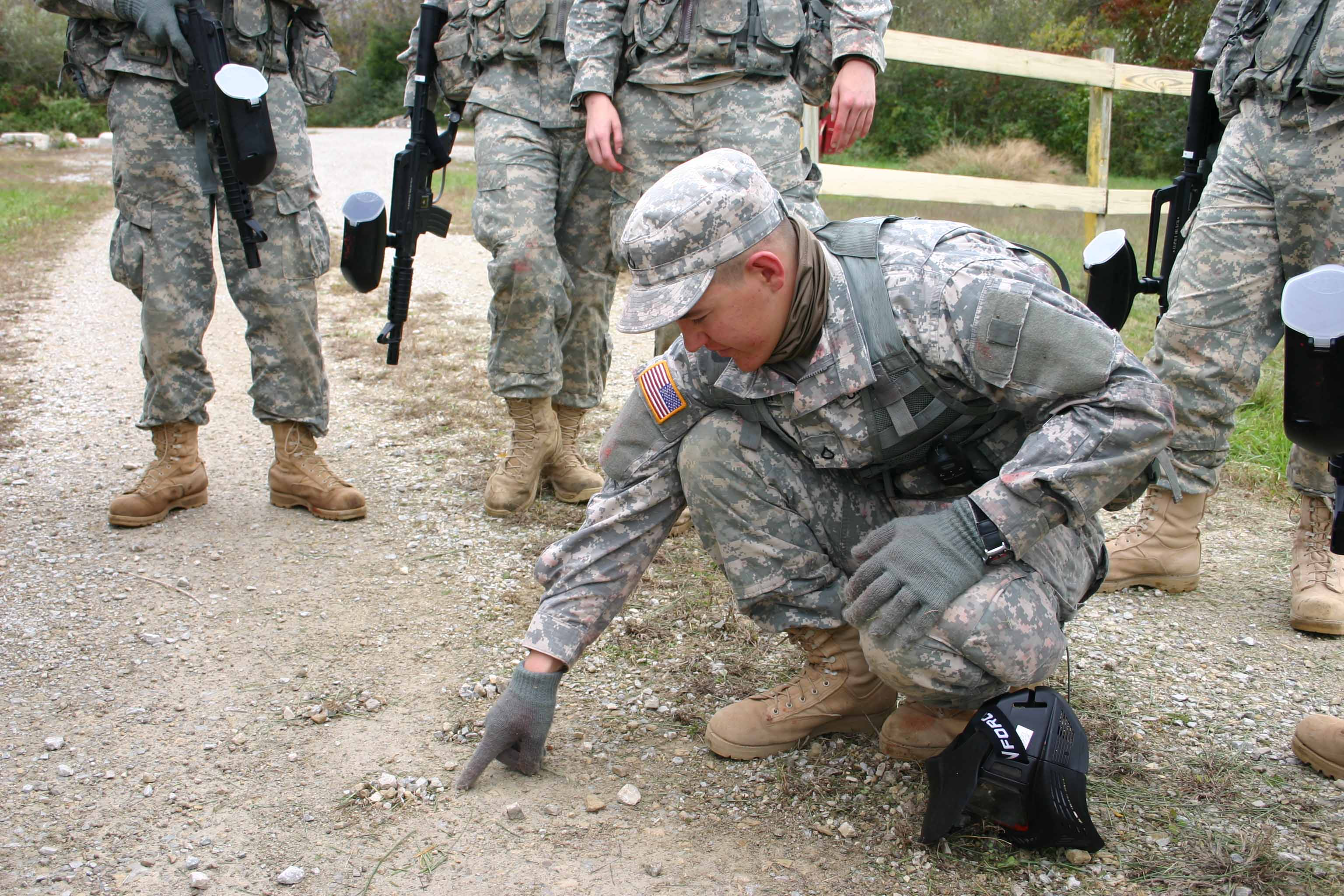
طلاب الأكاديمية الوطنية للجيش الأمريكي يشاركون في تدريب عسكري باستخدام طاولة رمال

## التعليم
إن طاولة الرمال جهاز مفيد في التدريس في المراحل المبكرة ومع الأطفال ذوي الاحتياجات الخاصة.